# Glean
Glean è il tredicesimo album in studio del gruppo alternative rock statunitense They Might Be Giants, pubblicato nel 2015.

## Tracce
1. Erase – 2:47
2. Good to Be Alive – 3:11
3. Underwater Woman – 2:33
4. Music Jail, Pt. 1 & 2 – 3:10
5. Answer – 3:26
6. I Can Help the Next in Line – 1:59
7. Madam, I Challenge You to a Duel – 1:58
8. End of the Rope – 2:35
9. All the Lazy Boyfriends – 2:46
10. Unpronounceable – 3:23
11. Hate the Villanelle – 1:52
12. I'm a Coward – 2:49
13. Aaa – 1:59
14. Let Me Tell You About My Operation – 2:59
15. Glean – 1:47